# Mausoléu de Sidi Amor Abbada
O Mausoléu de Sidi Amor Abbada' ou Zauia de Sidi Amor Abbada, também conhecida como Mesquita dos Sabres é uma zauia (monumento funerário com funções de mesquita) construída em 1872 na cidade de Cairuão, Tunísia, onde está sepultado Sidi Amor Abbada al-Ayari, um marabuto que viveu durante a primeira metade do século XIX.
Ferreiro de profissão, Amor Abbada al-Ayari foi um personagem fora do comum, objeto de respeito e de veneração por parte da população, que lhe atribuía dons e poderes sobrenaturais, e também por parte dos soberanos husseinitas, que também a ele recorreram, como Mustafa Bei e Ahmed I Bei. Em torno da figura do marabuto, morto em 1855, surgiram numerosas histórias e mitos, tendo alguns deles persistido na memória coletiva até à atualidade.
O edifício, cuja área total ultrapassa os 1 500 m², destaca-se do exterior por um conjunto impressionante de seis cúpulas sobre trompas caneladas de estilo tipicamente cairuanês. O interior do monumento, cujas paredes maciça atingem os dois, quando não quatro ou cinco, metros de espessura, compreende um dédalo de galerias e de salas e de salas cobertas de cúpulas. Os motivos decorativos são essencialmente constituídos por florões e de crescentes que decoram os ábacos que encimam os capitéis das colunas.
A sala principal da zauia, onde se encontra o túmulo do venerável personagem, foi transformada em museu onde estão expostas objetos que pertenceram a Sidi Amor Abbada ou foram fabricados por ele: sabres pesados em ferro forjado com forros em madeira maciça, grandes âncoras, cofres enormes, etc. Estas peças extravagantes e desmesuradas, datadas da primeira metade do século XIX, algumas com inscrições em escrita cúfica, mostram o carater forte e megalómano do marabuto.